# Кіхтяк Ігор Ярославович
І́гор Яросла́вович Кіхтяк — солдат Збройних Сил України, учасник російсько-української війни, що загинув у ході російського вторгнення в Україну в 2022 році.

## Життєпис
Ігор Кіхтяк народився 2 лютого 1971 року в селі Грушів Дрогобицького району Львівської області. Після закнічення загальноосвітньої школи в рідному селі здобув фах столяра у ВПУ № 19 м. Дрогобича. Потім ніс військову службу в складі ракетних військах на території Туркменської РСР. Потім, майже 12 років працював у Чехії, згодом повернувся на рідну Дрогобиччину. З початком повномасштабного російського вторгнення в Україну був знову мобілізований та перебував на передовій. Загинув 24 березня 2022 року в боях за місто Попасна Луганської області. 1 квітня 2022 року панотці УГКЦ та ПЦУ відслужили панахида біля пам'ятника «Борцям за волю України» в Меденицькій селищній територіальній громаді. Чин поховання відбувся 2 квітня у селі Тинів Дрогобицького району.

## Родина
У загиблого залишилися дружина Надія, діти Вікторія та Ярослава.

## Нагороди
- Орден «За мужність» III ступеня (2022, посмертно) — за особисту мужність і самовіддані дії, виявлені у захисті державного суверенітету та територіальної цілісності України, вірність військовій присязі[3]